# Черемошное (Погребищенский район)
Черемо́шное (укр. Черемошне) — село на Украине, находится в Погребищенском районе Винницкой области.
Код КОАТУУ — 0523487801. Население по переписи 2001 года составляет 753 человека. Почтовый индекс — 22240. Телефонный код — 4346.
Занимает площадь 0,282 км².

## Адрес местного совета
22240, Винницкая область, Погребищенский р-н, с. Черемошное, ул. Клубна, 23